# Tiphobiosis schmidi
Tiphobiosis schmidi är en nattsländeart som beskrevs av Ward 1998. Tiphobiosis schmidi ingår i släktet Tiphobiosis och familjen Hydrobiosidae. Inga underarter finns listade i Catalogue of Life.